# Zorita de la Loma
Zorita de la Loma es una localidad perteneciente al municipio de Santervás de Campos, en la provincia de Valladolid, comunidad autónoma de Castilla y León, España. Situada a 94 km de Valladolid.

## Ubicación
Dista de Santervás de Campos 6 kilómetros a través de la carretera autonómica VA-932 y de Villada a 4 kilómetros a través de la PA-932, esta carretera autonómica une las localidades de Becilla de Valderaduey y Villada, también a través de la VP-4011 se llega a Villalón de Campos a unos 11 kilómetros

## Historia
La comarca fue repoblada en el siglo XI. En 1078, Zorita es citada por primera vez, cuando era propiedad de la familia Alonso, siendo Alfonso Díaz (al que algunos autores hacen hijo del conde de Saldaña, Diego Muñoz) quien dio lugar al inicio de este linaje. 
Fernando, por ser colaboradores, recompensó a los hijos de Alfonso Díaz, los condes Gutier y Nuño, con varios lugares, entre los que figuraba Zorita.
En 1104, Pelayo Bermúdez, nieto del conde Gutier Alonso, ingresó con todos sus bienes, entre los que se encontraban las posesiones que tenía en Zorita de la Loma, en el monasterio de Sahagún. 
Posteriormente, los descendientes de García Rodríguez tuvieron posesiones en Zorita y Alfonso García, su esposa y su hijo Fernando amasaron una gran propiedad en la zona.
En el siglo XIV, Çorita de Villada, como se denominaba por entonces, era lugar de solariego de los descendientes de la dinastía de los Núñez de Aza.
En 1910, Zorita contaba con 68 edificaciones y 153 habitantes (144 en 1920). Sus habitantes vivían fundamentalmente de los cultivos de legumbres y vinos. 
Fue municipio independiente hasta 1974, año en el que, junto con Villacreces, fue incorporado al municipio de Santervás de Campos.

## Geografía humana

### Demografía
| Gráfica de evolución demográfica de Zorita de la Loma entre 1842 y 1970 |
| |
| Población de derecho según los censos de población del INE Población de hecho según los censos de población del INEEntre el censo de 1981 y el anterior, este municipio desaparece porque se integra en el municipio 47153 (Santervás de Campos) |

Evolución de la población en el siglo XXI:
| Gráfica de evolución demográfica de Zorita de la Loma entre 2000 y 2020 |
|                                                                         |
| Población de derecho (2000-2020) según el padrón municipal del INE      |

## Patrimonio
- Iglesia parroquial de San Boal (San Baudilio).

## Fiestas
- Fiesta de verano, en agosto.
- San Boal, el 20 de mayo.